# Povina
Povina (maďarsky Gerebes, do roku 1907 Povina) je obec na Slovensku v okrese Kysucké Nové Mesto. V roce 2021 zde žilo přibližně 1 100 obyvatel. První písemná zmínka o obci pochází z roku 1438. V obci je římskokatolický kostel Panny Marie Královny.

## Poloha
Obec leží v dolní části Kysucké vrchoviny v údolí Povinského potoka pramenícímu na vrchu Kykuli. Katastr má rozlohu 1 888 ha, obec je dlouhá 5 km. Částí své zástavby se rozprostírá kolem mezinárodní komunikace E75, avšak převážná část obce je situována kolem Povinského potoka v tradiční potoční zástavbě, která není přerušena v délce 3 kilometrů. Pak stojí domy roztroušeně a další větší skupina je až v chráněné památkové osadě Tatarovce. Katastr obce se nachází v nadmořské výšce 360 – 841 m n. m., přičemž nejvyšší vrch Černatín sahá do výšky 922 m n. m. Je bohatě zalesněný, převážně jehličnatými dřevinami, nejvíce zde převládá smrk a z listnatých dřevin buk, vyskytují se zde mnohé chráněné rostliny, jako jsou hořec žlutý a hořec fialový.